# Бебрупе (река, впадает в Лобес)
Бе́брупе (устар. Бевер; латыш. Bebrupe), Бе́брите (латыш. Bebrīte), Бе́брупите (латыш. Bebrupīte) или Ло́бе (латыш. Lobe) — река в Латвии, течёт по территории Иршской, Бебрской и Кокнесской волостей Айзкраукльского края, а также Крапской волости Огрского края. Впадает в озеро Лобес. Иногда Бебрупе рассматривается как верховье реки Лобе.
Длина — 27 км (по другим данным — 26 км или 28 км). Начинается северо-западнее населённого пункта Ирши, около южной окраины Видземской возвышенности. Течёт по Мадлиенской покатости Среднелатвийской низменности. Впадает в озеро Лобес с восточной стороны на высоте 81 м над уровнем моря, у стыка границ Крапской, Кокнесской и Бебрской волостей. Уклон — 0,85 м/км, падение — 23 м. Площадь водосборного бассейна — 126 км².
Притоки: Галдупе, Лантупите.